# Марк Чепмен
Марк Девід Чепмен (англ. Mark David Chapman; нар. 10 травня 1955, Форт-Уерт, Техас) — вбивця Джона Леннона, учасника гурту The Beatles.

## Життєпис
Марк Девід Чепмен народився 1955 року в штаті Техас в сім'ї сержанта ВПС США Девіда Кертіса Чепмена і медсестри Кетрін Елізабет Піс. У віці десяти років став завзятим бітломаном, потім грав на гітарі у шкільному рок-гурті та всі шкільні роки збирав платівки The Beatles. Його кімната була обклеєна плакатами із зображенням кумирів. У наслідування їм він відростив довге волосся й одягався незмінно в стилі Beatles. На момент розпаду Beatles Чепмену було 15 років; через рік він зник з Атланти, де жив і навчався. Він вирушив до Лос-Анджелеса. За деякий час Чепмен повернувся, щоб продовжити навчання у школі. За час своєї відсутності він вступив до «Асоціації молодих християн» і став її активістом, через що його зовнішній вигляд різко змінився — тепер він носив коротку акуратну стрижку, білу сорочку і строгу чорну краватку; під час шкільних перерв уважно вивчав Святе Письмо. Також у вільний час він ходив по школі і пропонував усім купити платівки з його «бітлівської» колекції.
Після школи Чепмен ніде не вчився і не мав конкретної професії. З моменту закінчення школи і до арешту біля воріт «Дакоти» він багато подорожував як «агент у справах азійських біженців»; географія його поїздок включала Південну Корею, Японію, Гонконг, Таїланд, Ліван і Англію. З Лівану Чепмен привіз магнітофонний запис вуличної перестрілки. Удома він часто слухав цю стрічку по кілька разів поспіль. За свідченням близьких, вона його «сильно порушувала і одночасно наводила на нього жах».
Останні роки перед замахом на Джона Леннона Чепмен разом зі своєю дружиною Глорією жив на острові Оаху, штат Гаваї. У грудні 1979 року він влаштувався на роботу сторожем у кооперативному будинку «Вайкікі» в центрі Гонолулу, звідки звільнився менше ніж за рік. В останній день роботи у «Вайкікі» (23 жовтня 1980 року) Чепмен розписався в робочому журналі не як «Марк Чепмен», а як «Джон Леннон». Розрахувавшись із «Вайкікі», Чепмен купив пістолет, взяв у борг дві тисячі доларів готівкою і, не пояснивши докладно дружині, куди їде, переправився через Тихий океан.

## Вбивство Джона Леннона
8 грудня 1980 року Марк Девід Чепмен застрелив Джона Леннона біля його будинку на Манхеттені (Нью-Йорк). Велику частину цього дня Чепмен провів у будинку Джона, і, коли близько 16 години Леннон вирушив до студії звукозапису, попросив його залишити автограф на альбомі Double Fantasy, що той і зробив. У цей момент фотограф Пол Гореш зробив знімок Леннона і Чепмена; ця фотографія стала останньою прижиттєвою фотографією Леннона. Гореш пообіцяв зробити копію фотографії для Чепмена і той залишився біля «Дакоти» під приводом очікування знімка. Примірник альбому «Double Fantasy», який Джон Леннон підписав Чепмену, був проданий з аукціону в березні 1998 року за $150 тис. і в 2010 году - за $850 тис. Тепер проданий з аукціону за $1.5 млн. секретному покупцеві.
О 22:50, коли Леннон і Йоко Оно поверталися зі студії, Чепмен, побачивши Леннона, прокричав йому у слід: «Гей, містере Ленноне!», Після чого вистрілив в нього п'ять разів (у Леннона влучили чотири кулі). Потім Чепмен сів на асфальт під ліхтарем і став читати книгу американського письменника Дж. Д. Селінджера «Ловець у житі». Леннон був доставлений до лікарні, де помер від серйозної крововтрати; смерть було констатовано о 23:07. Чепмен не намагався втекти з місця злочину і не чинив опору при затриманні.

## Суд і вирок
На суді Чепмен заявив, що вже приїжджав до Нью-Йорка для вбивства Леннона, однак тоді не виконав свого наміру. Метою вбивства Чепмен назвав привернення уваги до себе і просто бажання самоствердитися. Суд визнав Чепмена осудним і засудив його до довічного ув'язнення з правом подачі прохання про помилування за 20 років. Чепмен відбував покарання у в'язниці суворого режиму «Аттика» в місті Баффало (Нью-Йорк). 2012 року стало відомо[джерело?], що його перевели до іншої в'язниці суворого режиму «Wende», розташованої в окрузі Ері (Нью-Йорк).

## Прохання про помилування
2000 року, після закінчення двадцяти років з моменту винесення вироку, Марк Девід Чепмен отримав право подавати прохання про помилування й умовно-дострокове звільнення; в разі відмови наступне прохання може бути подано за два роки. Раз на два роки, починаючи з двохтисячного, в серпні Чепмен подає чергове прохання; всього було подано 12 прохань про помилування (останнє в серпні 2022 року), кожне з яких було відхилено. Наступне прохання він зможе зробити не раніше лютого 2024 року. Сам факт подачі Чепменом прохань про помилування викликав негативну суспільну реакцію.
Йоко Оно перед розглядом першого прохання в жовтні 2000 року направила лист до комісії з помилувань штату Нью-Йорк. Називаючи Чепмена «суб'єктом», Йоко, зокрема, писала, що не відчуватиме себе в безпеці, якщо він буде звільнений, і що звільнення Чепмена було б несправедливим відносно Джона Леннона, який не заслуговував смерті; крім того, звільнення Чепмена може привести до насильства щодо нього самого. 3 жовтня 2000 року комісія з помилувань розглянула і відхилила перше прохання Чепмена, в якому він стверджував, що впорався зі своїми психологічними проблемами і більше не становить небезпеки для суспільства. У рішенні комісії, зокрема, зазначалося, що Чепмен як і раніше зацікавлений у підтримці своєї популярності, що і було мотивом вбивства.
|  | Крім того, комісія твердо переконана, що ваше умовно-дострокове звільнення в даний момент зменшило б серйозність злочину і послужило б до підриву поваги до закону. Оригінальний текст (англ.) Additionally, this panel strongly believes that your release to parole supervision at this time would deprecate the seriousness of the crime and serve to undermine respect for the law. |

Юрист Роберт Генджі, член виправної асоціації штату Нью-Йорк висловив думку, що Чепмен, швидше за все, ніколи не буде помилуваний, оскільки звільнення вбивці Джона Леннона може викликати політичний резонанс[джерело?].